# Elektronisk komponent

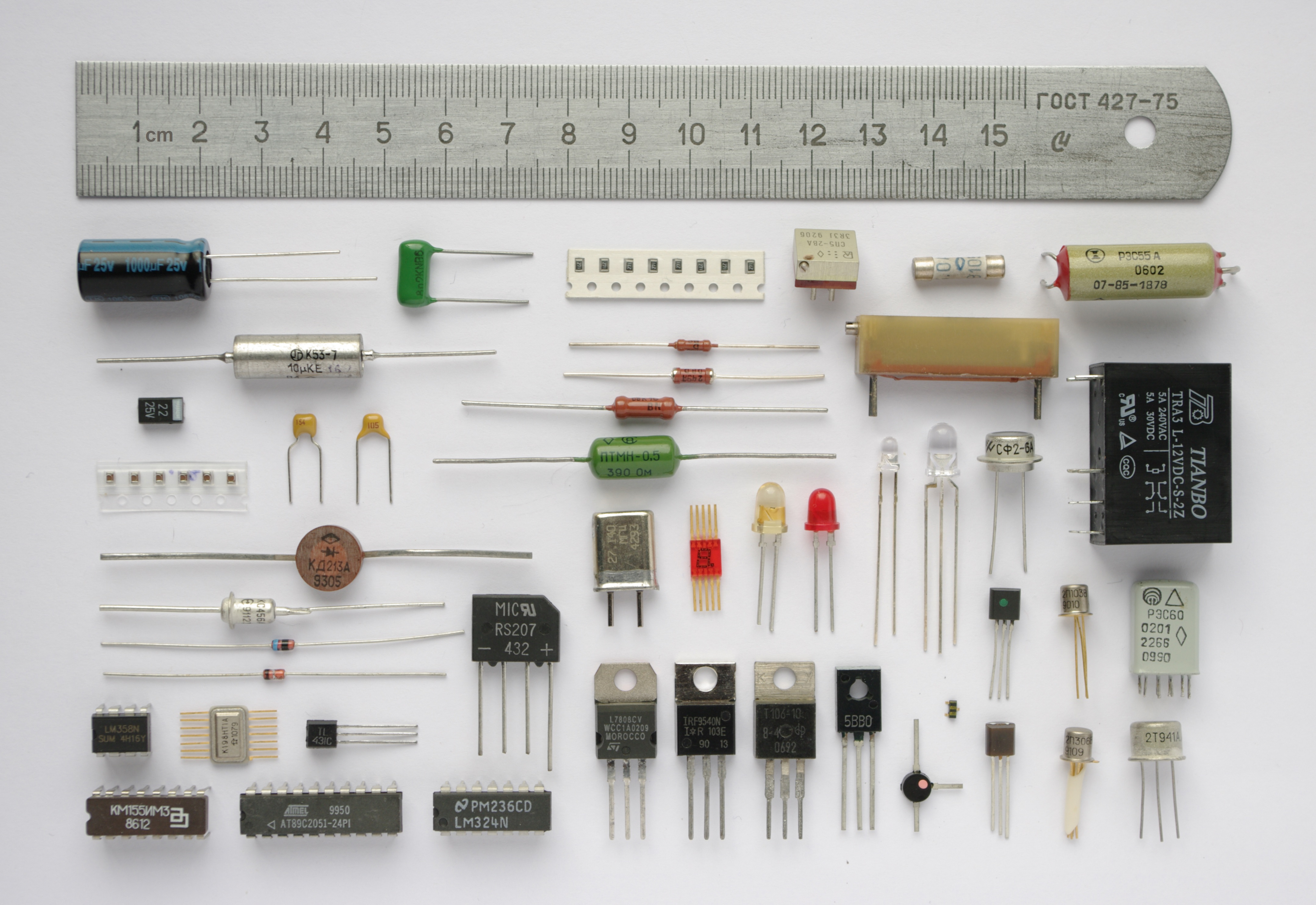
Exempel på komponenter

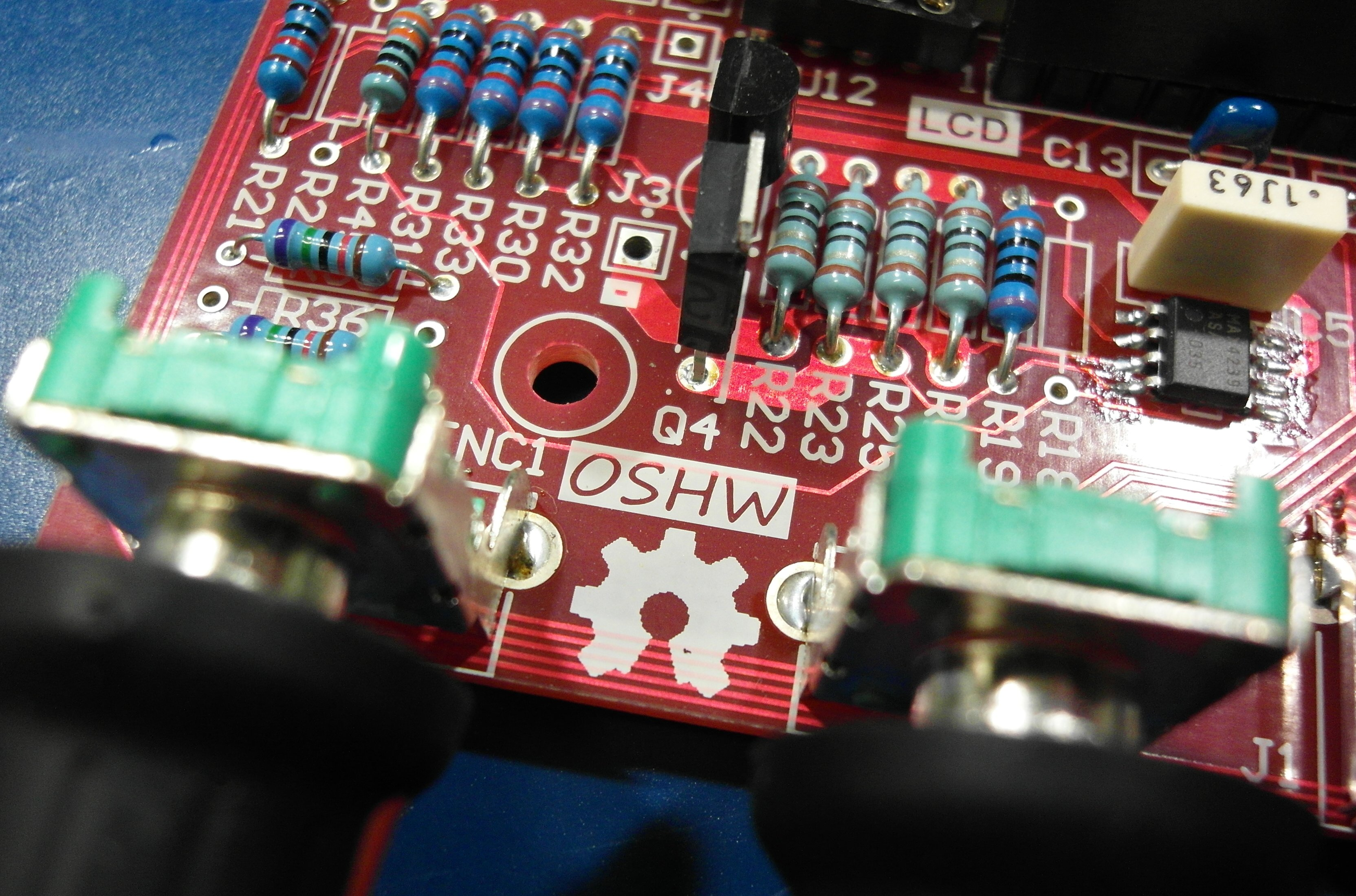
Monterade komponenter, här på ett kretskort i ett projekt som är öppen hårdvara.

Elektroniska komponenter används för att bygga upp elektroniska kretsar. Man skiljer på passiva komponenter och aktiva komponenter.